# Nastassja Lein
Nastassja Lein (* 13. Februar 2001) ist eine deutsche Fußballspielerin.

## Karriere

### Vereine
Lein begann im Alter von sieben Jahren bei der DJK Don Bosco Bamberg mit dem Fußballspielen – gemeinsam mit Jungen. Im Alter von 15 Jahren wechselte sie in die B-Jugendmannschaft des 1. FC Nürnberg. In der Staffel Süd der B-Juniorinnen-Bundesliga 2016/17 bestritt sie zehn Punktspiele; in der 
Folgesaison half sie in zwei Punktspielen aus, da sie zur Saison 2017/18 bereits in die Erste Mannschaft aufgerückt war. Für diese debütierte sie bereits am 3. September 2017 (1. Spieltag) bei der 0:2-Niederlage im Auswärtsspiel gegen den FFC Wacker München im Seniorinnenbereich und machte in der 33. Minute Bekanntschaft mit der Roten Karte. Ihr erstes Tor in dieser Spielklasse erzielte sie in ihrem neunten von insgesamt 25 Saisonspielen am 5. November 2017 (10. Spieltag) beim 2:1-Sieg im Auswärtsspiel gegen den SV 67 Weinberg mit dem Siegtreffer in der 74. Minute. Bis zum Aufstieg in die 2. Bundesliga bestritt sie weitere 70 Punktspiele, in denen sie 18 Tore erzielte. In dieser Spielklasse, in der sie 25 Tore in 26 Punktspielen erzielte und damit gemeinsam mit Ramona Maier Torschützenkönigin wurde, erzielte sie bereits bei ihrem Debüt am 15. August 2021 (1. Spieltag) beim 3:0-Sieg im Auswärtsspiel gegen den FC Bayern München II alle drei Tore –  und im Rückspiel am 27. Februar 2022 (14. Spieltag) alle vier beim 4:0-Sieg. In der Folgesaison trug sie mit acht Toren in allen 26 Saisonspielen zur zweiten Platzierung und damit zum zweiten Aufstieg des Vereins seit 1999 in die Bundesliga bei. Des Weiteren erzielte sie drei Tore in insgesamt neun Pokalspielen. Nach ihrer Genesung bezüglich des am 8. September 2023 erlittenen Risses der Syndesmose, kam sie am 8. Dezember 2023 (9. Spieltag) beim 0:0-Unentschieden im Auswärtsspiel gegen Mitaufsteiger RB Leipzig mit Einwechslung für Luisa Guttenberger ab der 67. Minute zu ihrem Bundesligadebüt.

### Auswahlmannschaft
Lein spielte im Mai 2015 für die U14- und im April 2017 für die U16-Auswahlmannschaft des Bayerischen Fußball-Verbandes jeweils dreimal in Sichtungsturnieren um den DFB-Länderpokal an der Sportschule Wedau in Duisburg.

## Erfolge
- Zweiter der 2. Bundesliga und Aufstieg in die Bundesliga: 2023 und 2025
- Sieger Regionalliga Süd, Gruppe 2 2021 und Aufstieg in die 2. Bundesliga
- Torschützenkönigin 2. Bundesliga 2022 (25 Tore; gemeinsam mit Ramona Maier – FC Ingolstadt 04)